# Мартин Амедик
Мартин Амедик (на немски: Martin Amedick, роден на 6 септември 1982 в Падерборн) е германски футболист, който играе за втородивизионния германски Айнтрахт Франкфурт.
Мартин Амедик завършва гимназията в Ритберг през 2002 г. През същата година Амедик подписва първия си професионален договор в източновестфалския Арминия Билефелд. След два изиграни сезона там, през 2004 г. защитникът преминава без трансферна сума в Айнтрахт Брауншвайг.
След изтичането на договора си при долносаксонците Мартин Амедик облича екипа на Борусия Дортмунд. Още в първия си мач в Първа Бундеслига на 19 август 2006 г. той отбелязва гол и привлича вниманието върху себе си.
Мартин Амедик записва 18 мача в първа лига като титуляр и отбелязва 2 гола през сезон 2006/07 под ръководството на треньора Берт ван Марвайк. Играе на позицията централен защитник, като при статични положения пред противниковата врата се включва отлично с глава. Амедик рядко получава наказателни картони и се счита за един от спортсмените в германския футбол.
С Борусия Дортмунд Амедик губи задочно финала за Купата на Германия в Берлин на 19 април 2008 г. с 1:2 от Байерн Мюнхен. Той не влиза в игра, въпреки че показва добро представяне срещу Карл Цайс Йена на преди това на полуфинала.
За сезон 2008/09 Мартин Амедик преминава в Кайзерслаутерн за трансферната сума от 250.000 евро, след като става ясно, че новият наставник на тима от Дортмунд Юрген Клоп няма да разчита повече на него. Там той бързо се превръща в основен играч в защитата, а след като става ясно, че капитанът Аксел Белингхаузен ще играе в Аугсбург от следващия сезон, Амедик е обявен за новия капитан на тима поради мотиваторските си качества.

## Успехи
- Класиране за Втора Бундеслига с Айнтрахт Брауншвайг през 2004/05;
- Финал за Купата на Германия през 2008 г. с Борусия Дортмунд.